# Groupe Rassemblement des démocrates, progressistes et indépendants
Pour les articles homonymes, voir Groupe La République en marche.
Le groupe Rassemblement des démocrates, progressistes et indépendants (RDPI) — dénommé jusqu’en 2020 groupe La République en marche (LREM) — est un groupe d'élus au Sénat fondé en 2017 et composé majoritairement de membres de Renaissance (ex-La République en marche). Son président est François Patriat et son porte-parole est Xavier Iacovelli.

## Historique
Le groupe La République en marche au Sénat, officiellement créé le 27 juin 2017, compte au moment de sa création 25 membres et un apparenté, dont 23 issus du Parti socialiste, comme François Patriat, Nicole Bricq, Yves Rome, Stéphanie Riocreux, Alain Richard ou Jean-Pierre Masseret. Les autres sénateurs adhérents sont André Gattolin (EÉLV), Michel Amiel (La Force du 13) et Jean-Baptiste Lemoyne (LR), nommé au gouvernement mais dont la suppléante devrait rejoindre le groupe.
Les élections sénatoriales de septembre 2017 sont un échec pour LREM, qui ambitionnait un temps pour disposer d'une majorité des trois cinquièmes des chambres du Parlement dans un contexte tendu avec les élus locaux.
Après les élections sénatoriales de 2020, le groupe devient « Rassemblement des démocrates, progressistes et indépendants » afin de « marquer l'élargissement et le rassemblement de la majorité » ; François Patriat est réélu président. Il compte 24 sénateurs.
À la suite des Élections sénatoriales de 2021 pour les Français établis hors de France, reportées de 2020 à 2021 en raison de la pandémie de Covid-19, Samantha Cazebonne élue sénatrice représentant les Français établis hors de France. Elle remplace Richard Yung au sein du groupe.

## Organisation
| No | Portrait         | Identité                      | Période      | Période  | Durée                     | Étiquette   |
| No | Portrait         | Identité                      | Début        | Fin      | Durée                     | Étiquette   |
| -- | ---------------- | ----------------------------- | ------------ | -------- | ------------------------- | ----------- |
| 1  | François Patriat | François Patriat (né en 1943) | 27 juin 2017 | En cours | 8 ans, 1 mois et 22 jours | Renaissance |

## Effectifs et dénominations
| Année   | Nom                                                         | Abréviation | Membres | App. | Ratt. | Total | Évolution | %    |
| ------- | ----------------------------------------------------------- | ----------- | ------- | ---- | ----- | ----- | --------- | ---- |
| 06/2017 | La République en marche                                     | LaREM,      | 28      | 2    | 1     | 31    | Nv.       | 8,91 |
| 10/2017 | La République en marche                                     | LaREM,      | 19      | 1    | 1     | 21    | 10        | 6,03 |
| 2020    | Rassemblement des démocrates, progressistes et indépendants | RDPI        | 23      | 0    | 0     | 23    | 2         | 6,61 |
| 2023    | Rassemblement des démocrates, progressistes et indépendants | RDPI        | 20      | 2    | 0     | 22    | 1         | 6,32 |

## Composition

### Composition actuelle
| Parti | Parti            | Nom                       | Circonscription                 | 1re élection      | Remarques                              |
| ----- | ---------------- | ------------------------- | ------------------------------- | ----------------- | -------------------------------------- |
|       | RE               | Olivier Bitz              | Orne                            | 2023              | Rejoint le groupe UC en septembre 2024 |
|       | RE               | Bernard Buis              | Drôme                           | 2018              |                                        |
|       | RE               | Samantha Cazebonne        | Français établis hors de France | 2021              |                                        |
|       | RE               | Nicole Duranton           | Eure                            | 2014              |                                        |
|       | RE               | Nadège Havet              | Finistère                       | 2020              |                                        |
|       | HOR              | Ludovic Haye              | Haut-Rhin                       | 2020              | Rejoint le groupe UC en octobre 2024   |
|       | RE               | Xavier Iacovelli          | Hauts-de-Seine                  | 2017              |                                        |
|       | DVG              | Mikaele Kulimoetoke       | Wallis-et-Futuna                | 2020              |                                        |
|       | RE               | Jean-Baptiste Lemoyne     | Yonne                           | 2014              |                                        |
|       | RE               | Martin Lévrier            | Yvelines                        | 2017              |                                        |
|       | RE               | Salama Ramia              | Mayotte                         | 2023 (suppléante) |                                        |
|       | GUSR             | Solanges Nadille          | Guadeloupe                      | 2023              |                                        |
|       | NÉMA             | Saïd Omar Oili            | Mayotte                         | 2023              | Rejoint le groupe SER en janvier 2025. |
|       | GR               | Georges Patient           | Guyane                          | 2008              |                                        |
|       | RE               | François Patriat          | Côte-d'Or                       | 2008              | Président du groupe                    |
|       | NFG              | Marie-Laure Phinéra-Horth | Guyane                          | 2020              |                                        |
|       | RE               | Didier Rambaud            | Isère                           | 2017              |                                        |
|       | Ia Ora te Nuna'a | Teva Rohfritsch           | Polynésie française             | 2020              |                                        |
|       | RE               | Patricia Schillinger      | Haut-Rhin                       | 2004              |                                        |
|       | GUSR             | Dominique Théophile       | Guadeloupe                      | 2017              |                                        |
|       |                  |                           |                                 |                   |                                        |
|       | DVG              | Frédéric Buval            | Martinique                      | 2023              | Apparenté au groupe                    |
|       | DVD              | Stéphane Fouassin         | La Réunion                      | 2023              | Apparenté au groupe                    |

### Composition de 2020 à 2023
| Parti | Parti            | Nom                       | Circonscription                 | 1re élection | Remarques                             |
| ----- | ---------------- | ------------------------- | ------------------------------- | ------------ | ------------------------------------- |
|       | RE               | Julien Bargeton           | Paris                           | 2017         | Porte-parole                          |
|       | RE               | Bernard Buis              | Drôme                           | 2018         |                                       |
|       | RE               | Michel Dagbert            | Pas-de-Calais                   | 2017         | Rejoint le groupe le 30 novembre 2021 |
|       | RE               | Michel Dennemont          | La Réunion                      | 2017         |                                       |
|       | RE               | André Gattolin            | Hauts-de-Seine                  | 2011         |                                       |
|       | MDM              | Abdallah Hassani          | Mayotte                         | 2017         |                                       |
|       | RE               | Nadège Havet              | Finistère                       | 2020         |                                       |
|       | RE               | Ludovic Haye              | Haut-Rhin                       | 2020         |                                       |
|       | RE               | Xavier Iacovelli          | Hauts-de-Seine                  | 2017         | Vice-président                        |
|       | RE               | Mikaele Kulimoetoke       | Wallis-et-Futuna                | 2020         |                                       |
|       | RE               | Nicole Duranton           | Eure                            | 2014         |                                       |
|       | RE               | Jean-Baptiste Lemoyne     | Yonne                           | 2014         |                                       |
|       | RE               | Martin Lévrier            | Yvelines                        | 2017         |                                       |
|       | RE               | Frédéric Marchand         | Nord                            | 2017         |                                       |
|       | RE               | Thani Mohamed Soilihi     | Mayotte                         | 2011         |                                       |
|       | GR               | Georges Patient           | Guyane                          | 2008         |                                       |
|       | RE               | François Patriat          | Côte-d'Or                       | 2008         | Président du groupe                   |
|       | NFG              | Marie-Laure Phinéra-Horth | Guyane                          | 2020         |                                       |
|       | RE               | Didier Rambaud            | Isère                           | 2017         |                                       |
|       | RE               | Alain Richard             | Val-d'Oise                      | 1995         | Vice-président                        |
|       | Ia Ora te Nuna'a | Teva Rohfritsch           | Polynésie française             | 2020         |                                       |
|       | RE               | Patricia Schillinger      | Haut-Rhin                       | 2004         | Vice-présidente                       |
|       | GUSR             | Dominique Théophile       | Guadeloupe                      | 2017         |                                       |
|       | RE               | Samantha Cazebonne        | Français établis hors de France | 2021         |                                       |

### Composition de 2017 à 2020
À la suite du renouvellement de 2017, le groupe La République en marche est composé de 21 sénateurs (16 LREM, 2 DVG, 1 GUSR, 1 GR et 1 PSG).
| Parti | Parti    | Nom                   | Circonscription                 | 1re élection | Remarques                                       |
| ----- | -------- | --------------------- | ------------------------------- | ------------ | ----------------------------------------------- |
|       | LREM     | Michel Amiel          | Bouches-du-Rhône                | 2014         | Rejoint le groupe LIRT en février 2020          |
|       | LREM     | Julien Bargeton       | Paris                           | 2017         |                                                 |
|       | LREM     | Arnaud de Belenet     | Seine-et-Marne                  | 2017         |                                                 |
|       | LREM     | Bernard Buis          | Drôme                           | 2018         | Rejoint le groupe le 17 novembre 2018           |
|       | LREM-TdP | Françoise Cartron     | Gironde                         | 2008         | Rejoint le groupe le 18 juillet 2018            |
|       | LREM     | Bernard Cazeau        | Dordogne                        | 1998         |                                                 |
|       | LREM     | Michel Dennemont      | La Réunion                      | 2017         |                                                 |
|       | LREM     | André Gattolin        | Hauts-de-Seine                  | 2011         |                                                 |
|       | MDM      | Abdallah Hassani      | Mayotte                         | 2017         |                                                 |
|       | LREM-TdP | Claude Haut           | Vaucluse                        | 1995         |                                                 |
|       | LREM     | Martin Lévrier        | Yvelines                        | 2017         |                                                 |
|       | LREM     | Frédéric Marchand     | Nord                            | 2017         |                                                 |
|       | LREM     | Agnès Constant        | Hérault                         | 2019         | Remplace Robert Navarro le 1er juillet 2019     |
|       | GR       | Georges Patient       | Guyane                          | 2008         |                                                 |
|       | LREM     | François Patriat      | Côte-d'Or                       | 2008         | Président de groupe                             |
|       | LREM     | Noëlle Rauscent       | Yonne                           | 2017         |                                                 |
|       | LREM     | Alain Richard         | Val-d'Oise                      | 2011         |                                                 |
|       | LREM     | Didier Rambaud        | Isère                           | 2017         |                                                 |
|       | LREM     | Patricia Schillinger  | Haut-Rhin                       | 2004         |                                                 |
|       | LREM     | Thani Mohamed Soilihi | Mayotte                         | 2011         |                                                 |
|       | GUSR     | Dominique Théophile   | Guadeloupe                      | 2017         |                                                 |
|       | LREM-TdP | Richard Yung          | Français établis hors de France | 2004         |                                                 |
|       |          |                       |                                 |              |                                                 |
|       | PSG      | Antoine Karam         | Guyane                          | 2014         | Apparenté au groupe                             |
|       |          |                       |                                 |              |                                                 |
|       | LREM-TdP | Xavier Iacovelli      | Hauts-de-Seine                  | 2017         | Se rattache au groupe le 20 octobre 2019        |
|       | DVG      | Robert Navarro        | Hérault                         | 2008         | Rattaché au groupe, démissionne le 30 juin 2019 |

### Composition de juin à septembre 2017
À sa création le 27 juin 2017, le groupe LREM est composé de 31 sénateurs (3 LREM, 20 PS, 3 DVG, 1 LFD13, 1 PSG, 1 GUSR, 1 GR et 1 EELV). Mis à part André Gatollin issu du groupe écologiste, Michel Amiel du RDSE et Robert Navarro du RASNAG, l'ensemble des sénateurs viennent du groupe SOCR.
| Parti | Parti       | Nom                   | Circonscription                 | 1re élection | Remarques                                         |
| ----- | ----------- | --------------------- | ------------------------------- | ------------ | ------------------------------------------------- |
|       | LFD13, LREM | Michel Amiel          | Bouches-du-Rhône                | 2014         |                                                   |
|       | PS          | Delphine Bataille     | Nord                            | 2011         |                                                   |
|       | PS          | Michel Berson         | Essonne                         | 2011         |                                                   |
|       | PS          | Jean-Claude Boulard   | Sarthe                          | 2014         |                                                   |
|       | PS, LREM    | Nicole Bricq          | Seine-et-Marne                  | 2004         | Décédée le 6 août 2017                            |
|       | PS          | Jean-Pierre Caffet    | Paris                           | 2004         |                                                   |
|       | PS, LREM    | Bernard Cazeau        | Dordogne                        | 1998         |                                                   |
|       | EPC         | Karine Claireaux      | Saint-Pierre-et-Miquelon        | 2011         |                                                   |
|       | DVG         | Jacques Cornano       | Guadeloupe                      | 2011         |                                                   |
|       | PS, LREM    | Anne Emery-Dumas      | Nièvre                          | 2012         |                                                   |
|       | PS          | Jean-Jacques Filleul  | Indre-et-Loire                  | 2011         |                                                   |
|       | EELV, LREM  | André Gattolin        | Hauts-de-Seine                  | 2011         |                                                   |
|       | GUSR        | Jacques Gillot        | Guadeloupe                      | 2011         |                                                   |
|       | PS, LREM    | Claude Haut           | Vaucluse                        | 1995         |                                                   |
|       | PS, LREM    | Bariza Khiari         | Paris                           | 2004         |                                                   |
|       | PS          | Jean-Pierre Masseret  | Moselle                         | 1983         |                                                   |
|       | PS, LREM    | Gérard Miquel         | Lot                             | 1992         |                                                   |
|       | LR, LREM    | Jean-Baptiste Lemoyne | Yonne                           | 2014         | Entre au gouvernement le 22 juillet 2017          |
|       | GR          | Georges Patient       | Guyane                          | 2008         |                                                   |
|       | PS, LREM    | François Patriat      | Côte-d'Or                       | 2008         | Président de groupe                               |
|       | PS, LREM    | Alain Richard         | Val-d'Oise                      | 2011         |                                                   |
|       | PS, LREM    | Stéphanie Riocreux    | Indre-et-Loire                  | 2015         |                                                   |
|       | PS          | Yves Rome             | Oise                            | 2011         |                                                   |
|       | LREM        | Noëlle Rauscent       | Yonne                           | 2017         | Remplace Jean-Baptiste Lemoyne le 22 juillet 2017 |
|       | PS, LREM    | Patricia Schillinger  | Haut-Rhin                       | 2004         |                                                   |
|       | DVG, LREM   | Thani Mohamed Soilihi | Mayotte                         | 2011         |                                                   |
|       | PS, LREM    | Michel Vergoz         | La Réunion                      | 2011         |                                                   |
|       | PS, LREM    | Maurice Vincent       | Loire                           | 2011         |                                                   |
|       | PS, LREM    | Richard Yung          | Français établis hors de France | 2004         |                                                   |
|       |             |                       |                                 |              |                                                   |
|       | PS          | Félix Desplan         | Guadeloupe                      | 2011         | Apparenté au groupe                               |
|       | PSG         | Antoine Karam         | Guyane                          | 2014         | Apparenté au groupe                               |
|       |             |                       |                                 |              |                                                   |
|       | DVG         | Robert Navarro        | Hérault                         | 2008         | Rattaché au groupe                                |